# Dolbina khasianum
Dolbina khasianum är en fjärilsart som beskrevs av Rothschild 1894. Dolbina khasianum ingår i släktet Dolbina och familjen svärmare. Inga underarter finns listade i Catalogue of Life.